# クネセト議長
クネセト議長（クネセトぎちょう、ヘブライ語: יוֹשֵׁב רֹאשׁ הכנסת）は、イスラエルの一院制議会クネセトの議長である。大統領が職務執行不能の場合は代行を務める。現職の議長は2022年12月29日に選出されたアミール・オハナである。
これまで、ナフーム・ニール（アフト・ハアボダ）とベニー・ガンツ（青と白）のみが与党出身ではなく、アブラハム・バーグ（en:One Israel）、ルーベン・リブリン（リクード）は在任中に政権を失った。
議長は無党派として行動するべきとされるが、時には議論に参加し、投票することも許される。
副議長（現行は4人）に補佐され、クネセトに議席を持つ政党から選出される。議長と副議長はともにクネセトの幹部会を構成する。

## 議長一覧
| 議長 | 議長 | 議長                         | 議長           | 議長           | 議長                  | クネセト       |
| 代数 | 肖像 | 名                           | 在任期間       | 在任期間       | 政党                  | クネセト       |
| ---- | ---- | ---------------------------- | -------------- | -------------- | --------------------- | -------------- |
| 1    |      | Yosef Sprinzak               | 1949年2月14日  | 1959年12月8日  | マパイ                | 1, 2, 3        |
| 2    |      | ナフーム・ニール             | 1959年3月2日   | 1959年11月30日 | アフト・ハアボダ      | 3              |
| 3    |      | カディシュ・ルツ             | 1959年11月30日 | 1969年11月17日 | マパイ, Alignment     | 4, 5, 6        |
| 4    |      | ルーベン・バルカット         | 1969年11月17日 | 1972年4月5日   | Alignment             | 7              |
| 5    |      | イスラエル・イェシャヤフ     | 1972年5月9日   | 1977年6月13日  | Alignment             | 7, 8           |
| 6    |      | イツハク・シャミル           | 1977年6月13日  | 1980年3月10日  | リクード              | 9              |
| 7    |      | イツハク・バーマン           | 1980年3月12日  | 1981年7月20日  | リクード              | 9              |
| 8    |      | メナヘム・サヴィドール       | 1981年7月20日  | 1984年8月13日  | リクード              | 10             |
| 9    |      | シュローモ・ヒレル           | 1984年9月11日  | 1988年11月20日 | Alignment             | 11             |
| 10   |      | ドヴ・シランスキー           | 1988年11月21日 | 1992年7月13日  | リクード              | 12             |
| 11   |      | Shevah Weiss                 | 1992年7月13日  | 1996年6月24日  | 労働党                | 13             |
| 12   |      | Dan Tichon                   | 1996年6月24日  | 1999年6月7日   | リクード              | 14             |
| 13   |      | アブラハム・バーグ           | 1999年7月6日   | 2003年2月17日  | en:One Israel, 労働党 | 15             |
| 14   |      | ルーベン・リブリン           | 2003年2月19日  | 2006年5月4日   | リクード              | 16             |
| 15   |      | ダリア・イツィク             | 2006年5月4日   | 2009年3月30日  | カディマ党            | 17             |
| (14) |      | ルーベン・リブリン           | 2009年3月30日  | 2013年2月5日   | リクード              | 18             |
| 16   |      | ユーリー・エーデルシュテイン | 2013年3月18日  | 2020年3月25日  | リクード              | 19, 20, 21, 22 |
| 17   |      | ベニー・ガンツ               | 2020年3月26日  | 2020年5月17日  | 青と白                | 23             |
| 18   |      | ヤリフ・レヴィン             | 2020年6月17日  | 2021年6月13日  | リクード              | 23             |
| 19   |      | ミッキー・レヴィ             | 2021年6月13日  | 2022年12月13日 | イェシュ・アティッド  | 24             |
| 20   |      | ヤリフ・レヴィン             | 2022年12月13日 | 2022年12月29日 | リクード              | 25             |
| 21   |      | アミール・オハナ             | 2022年12月29日 | 現職           | リクード              | 26             |